# Никола Петров (терорист)
Никола Петров Николов Нешов-Васко е български революционер, терорист на Българската комунистическа партия, участник в атентатът в църквата „Света Неделя“ на 16 април 1925 година.

## Биография
Роден е на 30 ноември 1906 година в македонския български град Велес. Баща му загива като революционер от ВМОРО и на пет години Никола е отведен в столицата на Свободна България София, където го отглежда негова братовчедка. Завършва четвърто отделение и започва работа като чирак обущар. В 1924 година става терорист на БКП под псевдонима Васко. Взима участие в кражби на оръжие и убийства на полицаи. В края на март 1925 година се среща с Петър Абаджиев и клисаря на „Света Неделя“ Петър Задгорски в бирария Радост, където Абаджиев уведомява Задгорски, че е възложил на Васко възпламеняването на взрива при планирания атентат срещу цар Борис III, и му нарежда да пусне Васко на тавана, и когато дойде време за взривяване да почука на таванската врата. На 14 април вечерта в бирария „Тигър“ Задгорски се среща с Васко и шофьора Атанас, който трябва да ги откара зад граница. На 15 април Васко уведомява Задгорски, че генерал Константин Георгиев, на чието опело планират атентата, е убит и му казва, че на другия ден в 8 часа ще отиде на тавана на църквата и ще чака началото на опелото. След уговорения знак от Задгорски, Васко запалва фитилите и двамата бягат по улица „Климентина“ до кръстовището с улица „Лавеле“, където обаче не заварват обещания автомобил. Никола Петров се спасява и през май 1925 година успява да избяга в Югославия и оттам в Съветския съюз. Репресиран е и умира в трудов лагер.